# Callicarpa salicifolia
Callicarpa salicifolia là một loài thực vật có hoa trong họ Hoa môi. Loài này được C.Pei & W.Z.Fang mô tả khoa học đầu tiên năm 1982.